# واسم التعرف على السلالة
في علم الوراثة السكانية، يعتبر واسم التعرف على السلالة (AIM) تعدد في أشكال نوكليوتيدات مفردة يحتوي على تكرارات نكليوتيدية مختلفة اختلافًا جوهريًا بين مجموعات سكانية مختلفة. يمكن استخدام واسمات التعرف على السلالة لتقدير نسبة أصل الفرد من كل مجموعة.
تعدد أشكال النوكليوتيدات المفردة هو تعديل لأساس نكليوتيدي مفرد ضمن تسلسل الحمض النووي الريبي منقوص الأكسجين DNA. يوجد ما يقدر بنحو 15 مليون موقع لتعددات أشكال النوكليوتيدات المفردة، وحوالي 3 مليارات زوج من الأسس، أي حوالي 0.4% منها هي واسمات للتعرف على السلالات المختلفة. غالبًا ما تُدرَس تعددات أشكال النيوكلوتيدات المفردة على الصبغي Y والحمض النووي لدنا المتقدرة لأن كِلا الحمضين النوويين موروثين من أحد الوالدين فقط، وذلك يجعلنا نتخلص من التعقيدات التي تأتي مع إعادة التركيب الجيني الأبوي. طفرات النكليوتيدات المفردة نادرة، لذلك تميل تسلسلات النيوكلوتيدات المفردة للانتقال مثلما هي عبر الأجيال بدلًا من أن تتغير كل جيل. ومع ذلك، نظرًا لأن أي تسلسل نكليوتيدات معين شائع نسبيًا في مجموعة سكانية، يجب على المحللين فحص مجموعات من واسمات التعرف على السلالة المعروفة أيضًا باسم AIMS لتحديد أصل شخص ما. باستخدام طرق إحصائية مثل معدل الخطأ الظاهر وتقدير بايز المحسّن، يمكننا الحصول على تسلسل نيوكلوتيدات مفردة قادر على التنبؤ بسلالة معينة بدقة عالية.
إضافة إلى ذلك يعد فحص مجموعة من هذه الواسمات المتباعدة في الجينوم طريقة فعالة ماديًا لاكتشاف جينات جديدة متعلقة بأمراض معقدة من خلال تقنية تسمى رسم خرائط الخلط الوراثي أو رسم الخرائط الوراثية عن طريق اختلال التوازن الارتباطي.
أحد الأمثلة على ذلك الأليل المسؤول عن تصنيع مستضد دافي (FY * 0)، فمعدل تكراره هو 100% تقريبًا عند أفارقة جنوب الصحراء الكبرى، ولكنه نادر الوجود عند السكان خارج هذه المنطقة. من المرجح أن يكون لدى الشخص الذي لديه هذا الأليل أسلاف من أفريقيا جنوب الصحراء. يمكن تمييز أصل الهان الصينيين من الشمال والجنوب بشكل واضح عبر استخدام مجموعة من 140 تسلسل نيكليوتيدي.
طُورت واسمات التعرف على السلالة التي يمكنها تقدير الأصول الجغرافية للأسلاف من داخل أوروبا.
بعد تطوير قواعد بيانات الحمض النووي القديم، عُرّف واسم التعرف على السلالة القديمة (aAIM) بالمثل على أنه تعدد أشكال نوكليوتيدات مفردة يحتوي على تكرارات وراثية مختلفة اختلافًا جوهريًا بين مختلف المجموعات السكانية القديمة. يمكن استخدام مجموعة من هذه الواسمات لتحديد أصل السكان القدامى وتحديد التشابه الجيني لأفراد العصر الحديث.

## اكتشافها وتطورها
أصبح اكتشاف واسمات التعرف على السلالات ممكنًا من خلال تطوير تسلسل الحمض النووي الريبوزي منقوص الأكسجين. تمكن هذه الآلية من دراسة الواسمات الجينية عن طريق عزل تسلسلات جينية معينة. إحدى هذه الطرق لاستخراج التسلسلات هي استخدام إنزيمات الاقتطاع، وتحديدًا إنزيم نوكلياز الداخلي، والتي تعدل تسلسل الحمض النووي. يمكن استخدام هذا الإنزيم مع إنزيم ليغاز الحمض النووي (إنزيم رابط لنوعين مختلفين من الحمض النووي)، وتعديل الحمض النووي عن طريق إدخال حمض نووي من كائن حي آخر. يمكن أن تساعد طريقة أخرى مثل تتابع الحمض النووي الريبي RNA على الحصول على معلومات عن الترنسكريبتوم في مجموعة واسعة من الكائنات الحية والعثور على تعدد أشكال نوكليوتيدات فردية ضمن تسلسل الحمض النووي.